# Cyanerpes nitidus
Cyanerpes nitidus là một loài chim trong họ Thraupidae.